# 王延义
王延义，中华人民共和国政治人物、外交官。
1994年，接替胡本耀，担任中华人民共和国驻奥地利大使。1997年，由刘昌业接任。